# Burgstall Veerberg
Der Burgstall Veerberg ist eine abgegangene mittelalterliche Höhenburg auf 465 m ü. NHN im Gerhartinger Holz und etwa 500 m nordwestlich von Friesing, einem Gemeindeteil der Gemeinde Schechen im Landkreis Rosenheim von Bayern. Er wird als Bodendenkmal unter der Aktennummer D-1-8038-0040 als „Burgstall des Mittelalters (‚Veerberg‘)“ geführt.

## Beschreibung
Der in etwa viereckige Burgstall liegt 20 m höher als die südöstlich vorbeifließende Rott und nordwestlich der Friesinger Mühle. Die Ausmaße des Burgstalls betragen in West-Ost-Richtung ca. 160 m und in Nord-Süd-Richtung 130 m. Das Areal des Burgplatzes ist gewölbt und liegt in einem Waldgebiet.